# Звихнений на повітряних кулях
«Звихнений на повітряних кулях» (англ. The Balloonatic) — американська чорно-біла німа кінокомедія Бастера Кітона 1922 року.

## Синопсис
Молодий чоловік і дівчина потрапляють в низку пригод у спробі довести один одному свої здібності з виживання. Повітряна куля, на якому чоловік приземлився в дикій місцевості, виявилася корисною, коли герої на каное мало не потрапили у водоспад.

## У ролях
- Бастер Кітон — хлопець
- Филліс Гевер — дівчина
- Бейб Лондон — товста дівчина

## Цікаві факти
- 190 фільм у списку «Найкращі фільми на думку кінокритика Роджера Еберта»